# Konstrukcja (językoznawstwo)
Konstrukcja – w ujęciu ogólnym: struktura wszelkich jednostek językowych (wyrazów, grup wyrazowych, zdań, tekstów). Według innej definicji konstrukcja to wewnętrzna organizacja jednostki gramatycznej, będąca wynikiem zestawienia syntagmatycznego, tj. zestawieniem jednostek zgodnych gramatycznie. Konstrukcję mogą tworzyć np.: podmiot + orzeczenie + dopełnienie; przydawka + rzeczownik. Konstrukcja ma charakter homonimiczny, jeśli można ją interpretować na więcej niż jeden sposób. Na przykład konstrukcję dobrzy uczniowie i nauczyciele można zrozumieć jako dobrzy uczniowie + dobrzy nauczyciele bądź jako dobrzy uczniowie + nauczyciele.
W rozumieniu gramatyki tradycyjnej: budowa jakiegoś wyrażenia językowego, najczęściej wyrazu lub części zdania. W terminologii amerykańskiej szkoły strukturalistycznej: każde znaczące połączenie jednostek językowych w pewną całość. W tym sensie konstrukcję tworzy wyraz jako grupa morfemów, fraza jako grupa wyrazów, zdanie jako grupa fraz lub grupa zdań składowych. W teorii gramatyki generatywnej: relacja między składnikami, które tworzą odrębne gałęzie w drzewie derywacyjnym, ale bezpośrednio dzielą węzeł dominujący.